# Fleer Corporation
La Fleer Corporation, fondée en 1885 par Frank H. Fleer était la première société américaine qui a réussi à commercialiser le chewing-gum et un fabricant de cartes à collectionner.
L'entreprise était détenue de manière familiale jusqu'en 1989. En 1959, la société se diversifie dans l'édition de cartes de baseball et basketball. En 1992, Fleer est racheté par la société Marvel Entertainment, empire créé autour de Marvel Comics pour 265 millions de USD. 
En 1999, Marvel, après avoir regroupé Fleer et SkyBox International quatre ans auparavant, revend l'ensemble à Alex Grass, fondateur de Rite Aid et son fils Roger Grass pour 26 millions de USD. 
En 2005, les Grass en faillite revendent les droits sur la marque Fleer à Upper Deck.